# Saint-Barthélemy-i repülőtér
A Saint-Barthélemy-i repülőtér (ismert még mint Gustaf III repülőtér, Rémy de Haenen repülőtér, néha mint St. Jean Airport) (IATA: SBH, ICAO: TFFJ) Franciaország egyik nemzetközi repülőtere, amely Saint-Barthélemy közelében található a Karib-térségben. Éves utasforgalma 218 984 fő (2022).

## Futópályák
A repülőtér futópályái:
- 10/28 (650 m, 18 m, beton)

## Forgalom
Az utasforgalom az elmúlt években az alábbi módon változott:
| Utasok száma | 195 334 | 185 311 | 164 822 | 157 465 | 162 590 | 151 159 | 168 530 | 184 347 | 184 455 | 218 984 |
|              | 1997    | 2000    | 2003    | 2005    | 2008    | 2011    | 2014    | 2016    | 2019    | 2022    |

## Légitársaságok és úti célok
2025-ben a Gustaf III repülőtérről az alábbi járatok indulnak (Utoljára frissítve: 2025-02-21):

### Személy
| Légitársaság            | Célállomások                                                        |
| ----------------------- | ------------------------------------------------------------------- |
| Air Antilles            | Pointe-à-Pitre                                                      |
| Air Inter Iles          | Pointe-à-Pitre[forrás?]                                             |
| St Barth Commuter       | Antigua, Pointe-à-Pitre, Saint Martin, Sint Maarten                 |
| St Barth Executive      | Pointe-à-Pitre, San Juan                                            |
| Tradewind Aviation      | Anguilla, Antigua, Saint Thomas, San Juan                           |
| West Indies Helicopters | Anguilla, Antigua, Pointe-à-Pitre, Saba, Saint Martin, Sint Maarten |
| Winair                  | Antigua, Saba, Sint Maarten                                         |

A menetrend szerinti járatokon kívül olyan charter légitársaságok, mint a Windward Express és a Trans Anguilla Airways is kínálnak igény szerinti járatokat St. Barth-ra és vissza.

### Cargo
| Légitársaság | Célállomások |
| ------------ | --- |
| DHL Aviation | Anguilla, Antigua, Fort-de-France, Grenada, Nevis, Pointe-à-Pitre, Saint Croix, Saint Kitts, Saint Thomas, Saint Vincent, San Juan, Sint Maarten, Tortola, Trinidad |